# 2024 en volley-ball
| Années du volley-ball : 2021 - 2022 - 2023 - 2024 - 2025 - 2026 - 2027    |
| Décennies du volley-ball : 1990 - 2000 - 2010 - 2020 - 2030 - 2040 - 2050 |

Cet article présente les faits marquants de l'année 2024 en volley-ball.

## Évènements

### Championnats
- Championnat de France masculin de volley-ball 2023-2024
- Championnat de France féminin de volley-ball 2023-2024
- Championnat de France d'Élite féminine de volley-ball 2023-2024
- Championnat de France de volley-ball Ligue B 2023-2024

### Coupes
- Coupe de France masculine de volley-ball 2023-2024

### Jeux olympiques et paralympiques
- Volley-ball aux Jeux olympiques d'été de 2024
- Volley-ball aux Jeux paralympiques d'été de 2024
- Beach-volley aux Jeux olympiques d'été de 2024